# Friedrich Langensiepen
Friedrich Langensiepen (* 29. November 1897 in Herzogenrath, Nordrhein-Westfalen; † 6. Mai 1975 in Rheinbach, Nordrhein-Westfalen) war evangelischer Pfarrer und Mitglied des Rheinischen Bruderrates der Bekennenden Kirche.

Friedrich Langensiepen (1971)

## Leben
Langensiepen war erster Sohn von drei Kindern des lutherischen Pfarrers Johannes Christian Friedrich Wilhelm Langensiepen und seiner Frau Anna Wilhelmine, geborene Kessler, – beide aus Elberfeld –, der in Herzogenrath, Lüttich und zuletzt an der Saar in St. Johann, Ottweiler und Dirmingen wirkte.
Langensiepen absolvierte 1916 sein Notabitur am Gymnasium Wendalinum in St. Wendel. Danach nahm er von 1916 bis 1918 am Ersten Weltkrieg teil. Er studierte von 1918 bis 1922 Theologie in Göttingen, Bonn, Tübingen und Bethel. Sein Erstes Theologisches Examen machte er 1923 und wurde Vikar in Düsseldorf. Sein Zweites Theologisches Examen und seine Ordination folgten 1924. Danach war er 1924/25 als Hilfsprediger in Walsum-Aldenrade und 1925/26 in Andernach tätig. 1925 heiratete er in Ottweiler Hildegard Elisabeth Hommel.
Das Paar bekam sechs Kinder, von denen eines innerhalb weniger Tage verstarb.
In Gödenroth/Hunsrück im Kirchenkreis Simmern-Trarbach war Langensiepen von 1926 bis 1939 als Pfarrer tätig. Er wurde 1934 in den Rheinischen Bruderrat der Bekennenden Kirche berufen. Im Dezember 1937 wurde er verhaftet und in einem Sondergerichtsverfahren wegen Verweigerung der kirchenamtlichen Kollekte angeklagt. Das Verfahren endete mit einem Freispruch.
Von August bis Oktober 1939 nahm Langensiepen am Zweiten Weltkrieg teil. Er wurde von 1940 bis 1945 durch das Rheinische Konsistorium der Kirche in den Wartestand versetzt. Langensiepen war von 1940 bis 1944 BK-Studentenpfarrer und Stadtmissionsinspektor in Bonn sowie von 1941 bis 1945 im Nebenamt Seelsorger im Zuchthaus in Siegburg.
Nach dem Krieg war Langensiepen von 1946 bis 1950 Pfarrer in Saarbrücken-St. Johann. Im Jahr 1950 wurde er beurlaubt und zur Übernahme in den Staatsdienst aus dem Kirchendienst entlassen. Im Zuchthaus in Rheinbach war er von 1951 bis 1962 als Seelsorger im Staatsdienst tätig.

### Ziele
Friedrich Langensiepen sah in seinem ganzen Leben seine Aufgabe als Pfarrer, Seelsorger und Prediger darin, entsprechend seinem Ordinationsgelübde die Glaubwürdigkeit des Wortes Gottes konsequent und kompromisslos zu vermitteln, d. h. dieses nicht nur für wahr und richtig zu halten und zu predigen, sondern es auch in das Leben umzusetzen. Die Glaubwürdigkeit seines eigenen Lebens und Handelns war deshalb nicht von dieser Zielsetzung zu trennen. Die gleiche Erwartung stellte er auch an alle anderen Personen und Stellen im kirchlichen Dienst, die in der gleichen Aufgabe standen. So hat er auch ständig die Frage nach der Glaubwürdigkeit der Evangelischen Kirche gestellt (siehe Weblink). Dieses Bestreben führte immer wieder zu Konflikten, die zum großen Teil mit erheblichen Risiken und Gefahren für sein eigenes Leben und seine Familie verbunden waren.
Ein weiteres Ziel war der Aufbau von mündigen Kirchengemeinden, die in Eigenverantwortung unter eigener Leitung ein geordnetes Zusammenleben unter Gottes Wort und Sakrament gewährleisten. Seine eigene Aufgabe als Pfarrer sah er hier in der Verkündigung und der Beratung.

### Konflikte

#### Persönlicher Einsatz für einzelne Menschen
Besonders zu erwähnen sind hier:
- Sein Versuch, zusammen mit seinem Amtsbruder Karl Ippach aus Baden-Baden in der Zeit der Judenverfolgung, Juden über die Schweizer Grenze zu bringen, was an der Zurückweisung durch die Schweiz scheiterte.
- Sein wiederholter Einsatz für politische Gefangene aus Holland im Zuchthaus Siegburg, durch verbotswidriges Einbringen von Medikamenten und Nahrungsmitteln lebenserhaltend zu helfen.
- Seine persönliche Hilfe im Zusammenhang mit den Verhaftungen von Paul Schneider, bis dieser im KZ Buchenwald ermordet wurde. Bei dessen Beerdigung in Dickenschied hielt Friedrich Langensiepen eine Andacht über seinen Konfirmationsspruch „Ich bin dazu geboren und in die Welt gekommen, dass ich für die Wahrheit zeugen soll. Wer aus der Wahrheit ist, der höret meine Stimme.“ Joh 18,37 LUT [3]

#### Kirchengemeinde Gödenroth
Mit dem immer größer werdenden Einfluss und dem Anwachsen der Macht des Nationalsozialismus spaltete sich das fast ausschließlich evangelische Dorf in zwei Lager. Die eine Hälfte hielt weiter treu zu ihrer Kirchengemeinde und ihrem Pfarrer. Auch als dieser mit seiner Familie wegen Gehaltssperre in Not geriet, wurde die Ernährung der Familie durch diese Gruppe sichergestellt, was allerdings verboten war und im Geheimen geschehen musste. Die andere Hälfte schloss sich weniger aus weltanschaulicher Überzeugung dem Nationalsozialismus an. Sie versprach sich vielmehr hierdurch persönliche Vorteile und Macht im Dorf. Durch diese Gruppe erfolgten ständige Bedrohungen und Schikanen sowie Denunziationen und Beschwerden an das kirchliche Konsistorium und Stellen der NS-Partei des Staates. Der Konflikt endete mit der Versetzung des Pfarrers in den Wartestand durch das Konsistorium. Der Wartestand wurde durch das rheinische Konsistorium in einem Schreiben vom 26. Juni 1939 angekündigt; am 1. März 1940 erfolgte die Versetzung in den Wartestand mit Wirkung vom 1. April 1940.

#### Kirchengemeinde Saarbrücken-St. Johann
Nach dem Ende des Zweiten Weltkrieges und damit verbunden dem Ende des Nationalsozialismus wurde von der Kirchenleitung die Versetzung in den Wartestand von 1940 annulliert. Langensiepen wurde nach Rückfrage bei dem Presbyterium eine Pfarrstelle in Saarbrücken-St. Johann zugewiesen. Seine Bemühungen hier eine Gemeinde in dem unter Ziele genannten Sinn aufzubauen, scheiterte an dem Widerstand des Presbyteriums trotz Vermittlungsversuchen durch die Kirchenleitung. In gegenseitiger Abstimmung wurde Langensiepen aus dem Dienst der Ev. Kirche im Rheinland in den Staatsdienst entlassen, wo er die Seelsorge am Zuchthaus in Rheinbach bis zu seiner Pensionierung übernahm.

#### Bekennende Kirche
Langensiepen wurde 1934 in den Rheinischen Bruderrat, das Leitungsgremium der Bekennenden Kirche berufen. Auch hier ergab sich ein andauernder Dissens bezüglich der Ziele dieses Gremiums für die Kirche. Deutlich wird dieser Dissens in einem Zitat aus einer Denkschrift, die Langensiepen 1936 vorlegte:

„Es ist nicht zu erwarten, daß die Bekennende Kirche die Trennung der Kirche vom Staat betreibt. Sie bangt im Gegenteil um Ihre Stellung als Körperschaft öffentlichen Rechtes und um ihr Kirchensteuerrecht. Dadurch, daß diese Punkte vom Kirchenkampf unbedingt verschont bleiben sollten, ist die durch ‚Dahlem‘ bezeichnete Stellung der BK eingedrückt und unhaltbar geworden.“

Da sich in diesem Punkt keine Möglichkeit einer Einigung abzeichnete, legte Langensiepen 1939 zunächst seine Ämter nieder. Er nahm sie wieder auf, als die Synode der Bekennenden Kirche ihren Gemeinden den Weg frei gab, als Freikirche weiter zu bestehen.

#### NS-Staat
Es wäre falsch, Langensiepen nur oder hauptsächlich als Widerstandskämpfer gegen den Nationalsozialismus zu sehen. Er hat jedoch ständig darauf geachtet, dass der Staat nicht in innerkirchliche Bereiche eingreift. So hat er sich auch geweigert, an Hitlers Geburtstag die Kirchenglocken zu läuten oder die Kirche aus nicht kirchlichem Anlass zu beflaggen. Auch weigerte er sich, den Treueid auf Adolf Hitler abzulegen. Außerdem hat er immer wieder in seinen Predigten darauf hingewiesen, wenn propagandistische Heilsversprechen oder andere Aussagen des Staates dem Zeugnis der Bibel widersprachen, so z. B. seine Israelpredigten im Jahre 1933. (siehe Weblink)

## Weblink
- Ernst Langensiepen: Texte und Predigten von Friedrich Langensiepen. Archiviert vom Original am 5. März 2016.

| Personendaten    | Personendaten                                                                       |
| ---------------- | ----------------------------------------------------------------------------------- |
| NAME             | Langensiepen, Friedrich                                                             |
| ALTERNATIVNAMEN  | Langensiepen, Fritz; Langensiepen, Friedrich Johannes (vollständiger Name)          |
| KURZBESCHREIBUNG | deutscher evangelischer Pfarrer und Mitglied des Bruderrates der Bekennenden Kirche |
| GEBURTSDATUM     | 29. November 1897                                                                   |
| GEBURTSORT       | Herzogenrath, Nordrhein-Westfalen                                                   |
| STERBEDATUM      | 6. Mai 1975                                                                         |
| STERBEORT        | Rheinbach, Nordrhein-Westfalen                                                      |